# Diocesi di Dagno
La diocesi di Dagno (in latino Dioecesis Daynensis o Dagnensis) è una sede soppressa e sede titolare della Chiesa cattolica suffraganea dell'arcidiocesi di Antivari. Fu soppressa nel XVI secolo.

## Territorio
La diocesi aveva sede nell'attuale città di Vau i Dejës.

## Storia
Benché alcune liste episcopali indichino la sede come dipendente dalla metropolia di Doclea, distrutta dai Bulgari nella prima metà dell'XI secolo e sostituita da Antivari, tuttavia non sono noti vescovi di Dagno prima del XIV secolo.
La diocesi conobbe un'esistenza tormentata, poiché la città passò dalle mani di dinastie locali a quelle dei Veneziani ed infine dei Turchi. Soprattutto nel XV secolo la sede fu spesso unita con altre sedi, ma furono per lo più unioni di breve durata: nel 1428 fu unita alla diocesi di Sarda; nel 1444 alle diocesi di Sarda e Sapë. Spesso i vescovi erano solo titolari, risiedendo in altre diocesi e fungendo da ausiliari locali. L'ultimo vescovo noto è menzionato nel 1520.
Dagno è annoverata tra le sedi vescovili titolari della Chiesa cattolica; dal 1º novembre 2023 il vescovo titolare è Onécimo Alberton, vescovo ausiliare di Florianópolis.

## Cronotassi

### Vescovi
- Donato o Pietro Peracha † (menzionato nel 1361)
- Giovanni, O.P. † (1397 - 10 luglio 1401 nominato vescovo di Civitate)
- Biagio da Zagabria, O.P. † (18 luglio 1401 - ?)[1]
- Andrea Murić † (circa 1410 - 11 febbraio 1411 nominato vescovo di Albania)
  - Przibislav, C.R.S.A. † (12 settembre 1414 - ? deceduto) (antivescovo)[2]
- Giovanni Zuppani † (15 febbraio 1422 - ?)[3]
- Pietro Mattia Pribissa † (27 luglio 1428 - ?)
- Hugues Tournet, O.F.M. † (26 luglio 1433 - dopo settembre 1451)[4][5]
- Giovanni † (prima del 1439 - ? deceduto)[6]
- Shtjefën Dukagjini † (28 luglio 1444 - ?)
- Geoffroy Graveray, O.Carm. † (15 marzo 1456 - 17 gennaio 1504 deceduto)[4][7]
- Giovanni Boriti † (27 luglio 1478 - ?)
- Mattia Michele de Posegavar † (10 settembre 1481 - ?)
- Nicola † (10 luglio 1506 - ?)
- William Agieton, O.P. † (menzionato nel 1520)

### Vescovi titolari
- Luis Andrade Valderrama, O.F.M. † (3 marzo 1939 - 16 giugno 1944 nominato vescovo di Antioquia)
- Bernhard Stein † (2 settembre 1944 - 25 aprile 1967 nominato vescovo di Treviri)
- Czesław Domin † (6 giugno 1970 - 1º febbraio 1992 nominato vescovo di Koszalin-Kołobrzeg)
- Stefan Siczek † (25 marzo 1992 - 31 luglio 2012 deceduto)
- Ángel Francisco Caraballo Fermín (30 novembre 2012 - 29 gennaio 2019 nominato vescovo di Cabimas)
- Américo Manuel Alves Aguiar (1º marzo 2019 - 21 settembre 2023 nominato vescovo di Setúbal)
- Onécimo Alberton, dal 1º novembre 2023